# Шульгинский
Шульгинский — поселок в Заокском районе Тульской области в составе Демидовского сельского поселения.

## География
Поселок находится в северной части Тульской области на расстоянии приблизительно 22 километров по прямой на юг-юго-восток от посёлка Заокский, административного центра района западнее села Шульгино.

## История
Отмечен на карте уже только 1989 года как населенный пункт с населением приблизительно 80 человек.

## Население
Постоянное население поселка составляло 30 человек (русские 80 %) в 2002 году, 16 в 2010.